# Паку, Роми
Роми Паку (яп. 朴璐美 Паку Роми) или Пак Ро Ми (кор. 박로미) —японская сэйю корейского происхождения, певица и актриса. Пак выиграла множество наград, в том числе как лучшая актриса в главной роли за роль Наны Осаки на церемонии вручения наград Seiyu Awards. Она выиграла в номинации «Лучшая главная роль (женская)» на первой церемонии Seiyu Awards, за роль Наны Осаки. Паку Роми также известна благодаря озвучке молодых мужских персонажей, например, Хицугаи Тосиро из «Блич» и Эдварда Элрика из «Стального алхимика».

## Личная жизнь
22 января 2020 года сообщила в Твиттере, что вышла замуж за японского актёра и сэйю Кадзухиро Ямадзи.

## Роли
Значимые роли выделены жирным шрифтом.

### В аниме-сериалах
- Air Master (Маки Аикава)
- Amatsuki (Кутиха)
- Ashita no Nadja (Алан)
- Attack on Titan (Ханджи Зоэ)
- Bleach (Тосиро Хицугая)
- Blood+ (Курара)
- Blue Dragon (Зола)
- Brain Powerd (Канан)
- Clannad ~After Story~ (Сима Кацуки)
- Claymore (Тереза)
- Digimon Adventure 02 (Кэн Итидзёдзи)
- Deadman Wonderland (Ганта Игараси)
- Denno Coil (Харакэн)
- Devil May Cry (Елена)
- Dragon Drive (Одзора Рэйдзи)
- Fate/Extra Last Encore (Леонард Харви)
- Fullmetal Alchemist (Эдвард Элрик)
- Galaxy Angel (Цуру)
- Gakuen Alice (Хюга Нацумэ, мать Хотару)
- Garo: Honō no Kokuin (Эма Гузман)
- Garo: Guren no Tsuki (Сэймей)
- Genesis of Aquarion (Хлоя и Курт Клик)
- Get Backers (Молодой Дзюдэй Какэи)
- He Is My Master (Сэйитиро Накабаяси)
- Hellsing Ultimate (Уолтер К. Долнез (в юности))
- Hetalia: Axis Powers (Швейцария)
- Houseki no Kuni (Падпараджа)
- Hunter × Hunter (Пакунода)
- Innocent Venus (Хидзин)
- Itazura na Kiss (Юки Ириэ)
- Kaiba (Попо)
- Kill la Kill (Кирюин Рагё)
- Kuroshitsuji (Мадам Рэд)
- Kūchū Buranko (Итиро Ирабу)
- Lupin III (Эленор)
- Majin Tantei Nougami Neuro (Икс)
- Major (Тайга Симидзу)
- MapleStory (Гиру)
- Mobile Suit Gundam SEED (Special Edition) (Никол Амарфи)
- Monkey Typhoon (Раритому)
- Murder Princess (Алита)
- Nana (Нана Осаки)
- Naruto (Тэмари)
- New Fist of the North Star (Биста/Доха)
- Ninja Scroll: The Series (Цубутэ)
- Oh My Goddess! (Тэнтаро Каваниси)
- Ojamajo Doremi Sharp (Майоран)
- Ojamajo Doremi Dokkān (Майоран, Баба)
- One Piece (Мадам Ширли)
- Pecola (Рабисан)
- Pokémon (Форест)
- Princess Princess (Юдзиро Сиходани)
- Rainbow: Nisha Rokubou no Shichinin (Маэда Нобору)
- RideBack (Тамаё Катаока)
- Samurai 7 (Кацусиро Окамото)
- Shaman King (Рен Тао)
- Shion no Ou (Аюми Сайто)
- Shishou Series (Канако)
- Spice and Wolf II (Ева Боланд)
- Stellvia of the Universe (Надзима Гебур, Масато Катасэ)
- Superior Defender Gundam Force (Сютэ)
- Tenchi Muyo! GXP (Кё Комати)
- The Law of Ueki (Косукэ Уэки)
- The Mythical Detective Loki Ragnarok (Хеймдалль/Кадзуми Хигасияма)
- Turn A Gundam (Лоран)
- White Album (Яёи Синодзука)
- Yami to Boushi to Hon no Tabibito (Гаргантюа)
- Yes! PreCure 5 GoGo (Сироп)
- Zaion: I Wish You Were Here (Тао)
- Zegapain (Мао Лушэнь)

### Drama CD
- Blaue Rosen (Мисаки Додзима)
- Bleach (Тосиро Хицугая)
- Gakuen Alice (Хюуга Нацумэ)
- Kimi to Boku (Кирик)
- The Law of Ueki (Косукэ Уэки)
- Amatsuki (Кутиха)

### Ввидеоиграх
- Серия Bleach: Blade Battlers (Тосиро Хицугая)
- Bleach: Heat the Soul 2, Heat the Soul 3, Heat the Soul 4 (Тосиро Хицугая)
- Bleach Wii: Hakujin Kirameku Rondo (Тосиро Хицугая)
- Brave Story: New Traveler (Мицуру)
- Dissidia: Final Fantasy (Зидан Трибал)
- GioGio’s Bizarre Adventure (Джорно Джованна)
- Kameo: Elements of Power (Камэо)
- Naruto Ultimate Hero 3 (Тэмари)
- Sengoku Basara (Уэсуги Кэнсин)
- Soul Calibur Legends (Иска)
- Phantasy Star Universe (Тоннио Рима)
- Danganronpa 2 :Goodbye Despair (Аканэ Овари)
- Valkyrie Anatomia -The Orign- (Эдвард Элрик)

- For Honor (Нобуси)

- Overwatch (Фарра)

### Японский дубляж
- Рэйн в BloodRayne
- Либби в сериале «Сабрина — маленькая ведьма»
- Жанна д’Арк в фильме «Жанна д’Арк»
- Фин в Adventure Time